# Savanntangara
Savanntangara (Charitospiza eucosma) är en fågel i familjen tangaror inom ordningen tättingar. Den förekommer i gräsmarker i Sydamerika. Arten är fåtalig och minskar i antal, så pass att den anses vara nära hotad.

## Utseende och läte
Savanntangaran är en liten (11,5 cm) tydligt teecknad finkliknande tangara med hos hanen karakteristisk lång svart tofs som ofta hålls nerfälld. Hanen är svart även på hjässan och strupen ner till mitten av buken, tydligt kontrasterande mot vita kinder och örontäckare samt orangebeige på flanker och buk. På ovansidan syns silvergrå rygg, svarta vingar och stjärt och ljusa vingtäckare. I flykten syns vitt längst in på de yttre stjärtpennorna.
Honan är ljusare än hanen, med brun anstrykning ovan, kortare brun tofs, gråaktigt ansikte samt kanelbeige ögonbrynsstreck och undersida. Sången mestår av en anspråkslös trestavig fras medan lätet är ett oansenligt tzip-tzip".

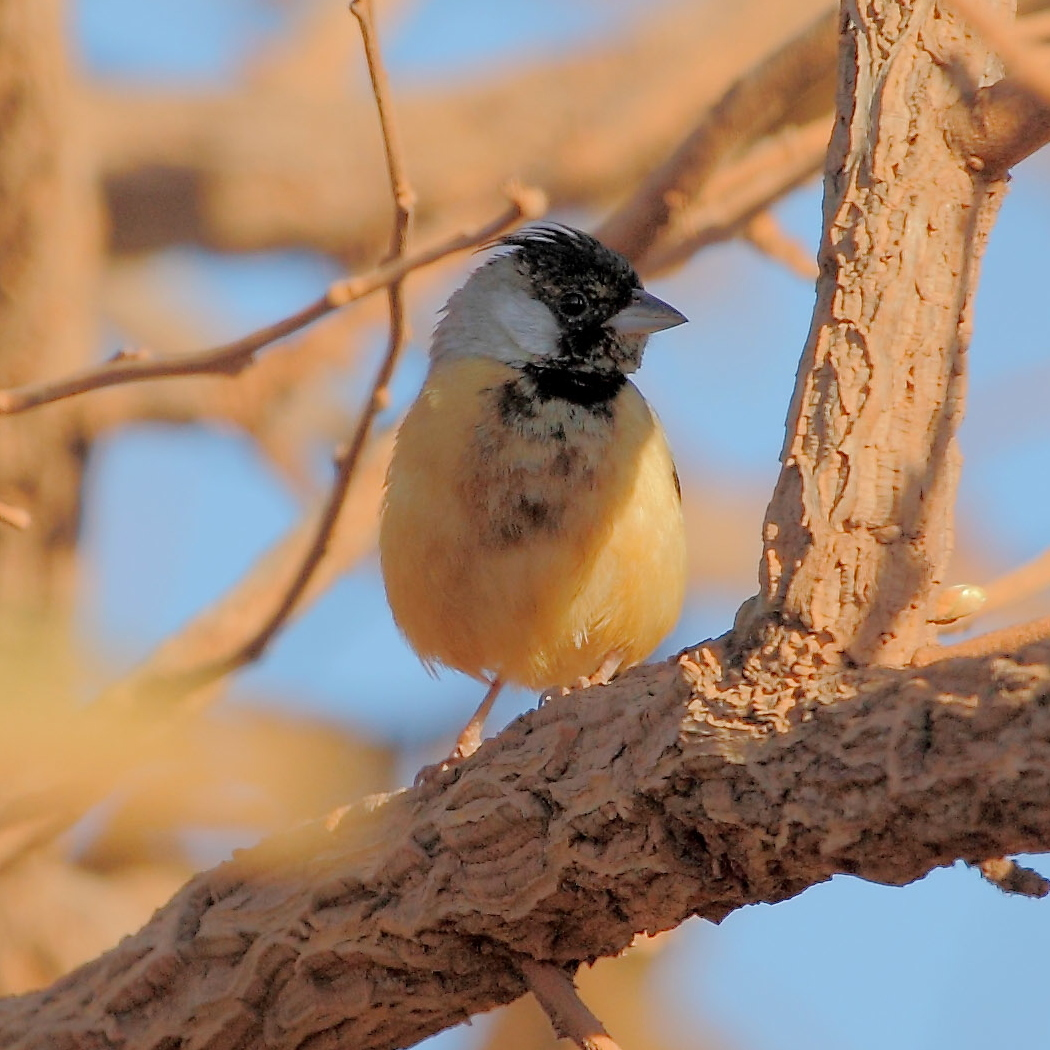

## Utbredning och systematik
Arten placeras som enda art i släktet Charitospiza och behandlas som monotypisk, det vill säga att den inte delas in i några underarter. Den förekommer i nordöstra Bolivia, nordöstra och centrala Brasilien och nordöstra Argentina.

### Familjetillhörighet
Liksom andra finkliknande tangaror placerades denna art tidigare i familjen Emberizidae. Genetiska studier visar dock att den är en del av tangarorna.

## Status
Savanntangaran är en ovanlig och lokalt förekommande fågelart. Beståndet tros vara relativt litet och tros minska i antal till följd av habitatförlust och fångst för vidare försäljning inom burfågelhandeln. Internationella naturvårdsunionen IUCN kategoriserar arten som nära hotad.